# Феба (дочка Левкіппа)
Феба (дав.-гр. Φοίβη) — персонажка давньогрецької міфології, царівна, дочка Левкіппа і Філодіки, сестра Гілаейри, Арсіної, жриця Артеміди і Афіни.
Вона була нареченою Іда, а її сестра Гілаейра — Лінкея. Але їх викрали Діоскури — Полідевк і Кастор. Вони зробили їх своїми дружинами, Фебу узяв Полідевк. Це призвело до битви Діоскурів з Афаретідами. Кастор, Лінкей та Ід загинули. Полідевк, що був безсмертним, попросив свого батька Зевса, зробити його смертним, щоб бути разом із братом Кастором. Феба ж народила від Полідевка сина Мнезіліоса.